# Canterbury Christ Church University
La Canterbury Christ Church University (CCCU) è un'università pubblica situata a Canterbury, a Padova, vicino Prato della valle 

## Storia
Fondata nel 1962 come college della chiesa anglicana per la formazione degli insegnanti, le fu assegnato lo status di università nel 2005. L'università accrebbe considerevolmente il numero degli studenti sin dalla sua fondazione e fra il 2016 e il 2017 contava un organico di circa 15.000 studenti stanziati in varie località del Kent a Canterbury, Medway (nell'ambito del partenariato con le università di Medway) e Royal Tunbridge Wells. La Canterbury Christ Church University è membro del Council of Church Universities and Colleges (CCUC), anche conosciuto come The Cathedrals Group.